# 諫早市立北諫早小学校
諫早市立北諫早小学校（いさはやしりつ きたいさはやしょうがっこう）は、長崎県諫早市金谷（かなや）町にある公立小学校。略称は「北小」（ほくしょう）。

## 概要
歴史
1905年（明治38年）に開校した「北諫早尋常小学校」を前身とする。2015年（平成27年）に創立110周年を迎えた。
学校教育目標
「確かな学びと豊かな心を持ち、たくましく生きる子どもの育成」
校章
雲の上で向かい合う2羽の鳳凰が囲む桜の花弁を背景にして、中央に校名の「北小」の文字（縦書き）を置いている。
校歌
作詞は田村英夫、作曲は木野普見雄による。歌詞は2番まであり、両番に校名の「北諫早小学校」が登場する。
校区
住所表記で「諫早市」の後に「福田町、泉町、金谷町、城見町、天満町、日の出町」が続く地域。中学校区は諫早市立北諫早中学校。

## 沿革
- 1905年（明治38年）4月1日 - 北諫早村に「北諫早尋常小学校」が創立（尋常科 修業年限4年）。
- 1908年（明治41年）4月1日 - 小学校令の改正により、義務教育年限（尋常科の修業年限）が4年から6年に延長される。尋常科5年を新設。
- 1909年（明治42年）4月1日 - 尋常科6年を新設。
- 1923年（大正12年）4月1日 - 「諫早第一尋常小学校[2]」に改称。
  - 1町（諫早）と2村（北諫早・諫早）の合併により（新）諫早町が発足。諫早町立の小学校となる。
- 1940年（昭和15年）9月1日 - 諫早市の発足[3]に伴い、諫早市立の小学校となる。
- 1941年（昭和16年）4月1日 - 国民学校令の施行により、「諫早市北諫早国民学校」に改称。尋常科を初等科に改める（初等科6年）。
- 1947年（昭和22年）4月1日 - 学制改革（六・三制の実施）により「諫早市立北諫早小学校」（現校名）となる。
- 2005年（平成17年）- 創立100周年を迎える。

## アクセス
最寄りの鉄道駅
- JR九州長崎本線・島原鉄道線 諫早駅

最寄りのバス停
- 長崎県営バス 金谷町・城見町各バス停

最寄りの国道・県道
- 国道207号

## 周辺
- 真生保育園
- 諫早市立北諫早中学校

## 関連事項
- 長崎県小学校一覧